# Hylarana labialis
Hylarana labialis är en groddjursart som först beskrevs av George Albert Boulenger 1887.  Hylarana labialis ingår i släktet Hylarana och familjen egentliga grodor. Inga underarter finns listade i Catalogue of Life.